# Resolution 1527 des UN-Sicherheitsrates
Die Resolution 1527 des UN-Sicherheitsrates ist eine Resolution, die der Sicherheitsrat der Vereinten Nationen in der 4909. Sitzung am  4. Februar 2004 einstimmig beschloss. Sie beschäftigte sich mit der Situation in der Elfenbeinküste. Konkret verlängerte der Sicherheitsrat das Mandat der Mission der Vereinten Nationen in Côte d’Ivoire (MINUCI) bis zum 27. Februar 2004 und drängte auf die Umsetzung des Abkommens von Linas-Marcoussis.

## Hintergrund
In der Elfenbeinküste tobte seit September 2002 ein erbitterter Bürgerkrieg in dem sich ethnische Gruppen aus dem Nord- und Südteil, Einheimische und Einwanderer aus Nachbarländern (siehe auch: Concept d’Ivoirité) bekämpften. Auch die Vorherrschaft über die natürlichen Ressourcen der Elfenbeinküste war umstritten. Am 26. Januar 2003 wurde in Frankreich (Linas und Marcoussis) ein Abkommen unterzeichnet, dem zufolge Präsident Laurent Gbagbo bis zu Neuwahlen im Amt bleiben sollte, die Rebellen in einer Übergangsregierung das Innen- und Verteidigungsministerium erhalten sollten und Truppen Frankreichs und der Westafrikanischen Wirtschaftsgemeinschaft (ECOWAS) zwischen den Machtbereichen der Kriegsparteien stationiert werden sollten, um einen erneuten Ausbruch des Konflikts zu verhindern.

## Inhalt
Der Sicherheitsrat bezog sich auf die früheren Resolutionen 1514 (13. November 2003) und 1498 (4. August 2003) und 1464 (4. Februar 2003).
Er bekannte sich zur Souveränität, Unabhängigkeit, territorialen Unversehrtheit und Einheit der Elfenbeinküste und unterstützte die Umsetzung des am 23. Januar 2003 ausverhandelten und am 25. und 26. Januar 2003 unterschriebenen Abkommens von Linas-Marcoussis, bekräftigte dessen Wichtigkeit und zeigte sich erfreut über erste Umsetzungen.
Er dankte der ECOWAS, Frankreich und der Afrikanischen Union für deren Unterstützung im Friedensprozess.
Der Sicherheitsrat erwähnte auch ein Schreiben vom 10. November 2003 in dem der Präsident der Elfenbeinküste, Laurent Gbagbo, um die Umwandlung der MINUCI bat, stellte aber fest, dass diese ihr Mandat aus Resolution 1479 (13. Mai 2003) weiterhin erfüllen musste.
Der Sicherheitsrat wollte den Inhalt des Schreibens des Generalsekretärs der Vereinten Nationen, Kofi Annan, vom 6. Januar 2004 prüfen und erkannte die Notwendigkeit einer Koordination des Vorgehens.

### Tätigkeiten
Der Sicherheitsrat bezeichnete die Situation in der Elfenbeinküste als Bedrohung für den Weltfrieden und wurde nach Kapitel VII der Charta der Vereinten Nationen tätig, indem er:
- Das Mandat der MINUCI bis zum 27. Februar 2004 verlängerte
- Die Ermächtigung der ECOWAS und der Französischen Streitkräfte ebenso bis zum 27. Februar 2004 verlängerte
- Nahm das oben erwähnte Schreiben des Generalsekretärs zur Kenntnis
- Forderte die Beteiligten zur Einhaltung des Abkommens von Linas-Marcoussis auf
- Forderte die Unterzeichner des Abkommens von Linas-Marcoussis zur Umsetzung des Punktes 86 des oben erwähnten Schreibens des Generalsekretärs auf
- Kündigte an die Präsenz der Vereinten Nationen in der Elfenbeinküste zu verstärken und fordert den Generalsekretär auf eine Friedensmission vorzubereiten
- wollte sich außerdem weiter mit dem Thema befassen

## In der Folge
Schon im März 2004 kam es erneut zu Kampfhandlungen in der Elfenbeinküste, bei denen auch Mitarbeiter der Vereinten Nationen ums Leben kamen. Am 4. April 2004 ersetzte die Opération des Nations Unies en Côte d’Ivoire (ONUCI) die MINUCI um das Abkommen von Linas-Marcoussis zu überwachen. Der Bürgerkrieg konnte erst im März 2007 mit dem Vertrag von Ouagadougou beendet werden.